# Axonopus polydactylus
Axonopus polydactylus là một loài thực vật có hoa trong họ Hòa thảo. Loài này được (Steud.) Dedecca mô tả khoa học đầu tiên năm 1956.